# Овсянников, Игорь Алексеевич
Игорь Алексеевич Овсянников (род. 24 сентября 1995, Благовещенск) — российский борец вольного стиля, призёр первенства мира среди молодёжи, бронзовый (2018) и серебряный (2019) призёр чемпионатов России, мастер спорта России международного класса. Выступает в весовой категории до 97 кг. Тренировался под руководством В. К. Райкова и А. А. Лыкова. Представляет Академию борьбы имени Д. Г. Миндиашвили.

## Спортивные результаты
- Мемориал Дмитрия Коркина 2015 года — ;
- Президентский Кубок Бурятии 2016 года — ;
- Президентский Кубок Бурятии 2018 года — ;
- Мемориал Дмитрия Коркина 2018 года — ;
- Первенство мира среди молодёжи 2018 года — ;
- Турнир «Аланы» 2018 года — ;
- Чемпионат России по вольной борьбе 2018 года — ;
- Чемпионат России по вольной борьбе 2019 года — ;
- Гран-при Иван Ярыгин 2019 года — ;
- Мемориал Дмитрия Коркина 2019 года — ;